# مزرعة تقي أباد (قهاب رستاق)
مزرعة تقي أباد (بالإنجليزية: Mazraeh-ye Taqiabad)‏ هي مستوطنة تقع في إيران في قسم قهاب رستاق الريفي.